# Ахья
А́хья (эст. Ahja jõgi) — река в Эстонии, является крупнейшим правым притоком реки Эмайыги. Длина реки 103,4 км, площадь бассейна 1074,3 км², высота истока 87 метров. Другое название: Ая (Aya); в верхнем течении: ручей Тиллеоя (эст. Tilleoja), река Тилле (эст. Tille jõgi), в среднем течении: река Таэваскоя (эст. Taevaskoja jõgi).
Река берёт своей начало из озера Эраствере и впадает в более крупную реку — Эмайыги. Нижнее течение реки является судоходным, в среднем её течении находится водохранилище Саесааре и Саесаареская гидроэлектростанция.
Река Ахья считается одной из самых живописных рек Эстонии. В её течении находятся две охраняемые природные зоны — Тиллеору (1,9 км²) и древняя долина реки Ахьяйыэ (10,4 км²).
Также река является богатейшей в стране по количеству видов рыб обитающих в её водах. В ней встречаются такие виды как: речная форель, радужная форель, хариус, щука, краснопёрка, пескарь, бычок, плотва, елец, голавль, язь, лещ, налим, окунь, ёрш и другие.